# Octave (альбом)
Octave — девятый (восьмой в этом составе) студийный альбом британской прогрессивной рок-группы Moody Blues, выпущенный в 1978 году и их первый релиз после значительного перерыва, последовавшего за успехом Seventh Sojourn в 1972 году. 
Выпущенный после значительного перерыва, в ходе которого Moody Blues вернулись в эпоху панк-музыки и диско, Octave принес группе скромный коммерческий результат, но достиг 6-го места в Великобритании и стал платиновым в США, где альбом достиг 13-го места. Альбом выпустил хит-сингл «Steppin' in a Slide Zone», который достиг 39-го места в США, в дополнение к «Driftwood». Название альбома — музыкальная игра слов: оно отсылает как к понятию октавы; и как слово, произошедшее от латинского octavus, оно указывает на то, что это восьмой альбом этого состава Moody Blues (продолжая название предыдущего альбома Seventh Sojourn).

## Об альбоме
Octave считался отходом от предыдущих альбомов Moody Blues, в основном из-за использования группой органов в стиле лаунж и синтезаторов вместо меллотрона или чамберлин.
Альбом оказался последним для группы с клавишником Майком Пиндером, который ушел во время сессий альбома и отклонил предложение поехать в тур с группой. Он только что завел новую семью в Калифорнии и обнаружил, что не ладит с товарищами по группе так, как раньше. 
Пиндера заменил бывший клавишник Yes Патрик Мораз во время их тура 1978-1979 годов, что ознаменовало начало новой эры в истории группы.

## Список композиций

### Сторона А
1. "Steppin' in a Slide Zone" (Джон Лодж) – 5:29 (ведущий вокал: Лодж)
2. "Under Moonshine" (Рэй Томас) – 5:00 (ведущий вокал: Томас)
3. "Had to Fall in Love" (Джастин Хейворд) – 3:42 (ведущий вокал: Хейворд)
4. "I'll Be Level with You" (Грэм Эдж) – 3:48 (ведущий вокал: Хейворд, Майк Пиндер, Томас, Лодж)
5. "Driftwood" (Хейворд) – 5:03 (ведущий вокал: Хейворд)

Сторона Б
1. "Top Rank Suite" (Хейворд) – 3:42 (ведущий вокал: Хейворд)
2. "I'm Your Man" (Томас) – 4:21 (ведущий вокал: Томас)
3. "Survival" (Лодж) – 4:09 (ведущий вокал: Лодж)
4. "One Step into the Light" (Пиндер) – 4:29 (ведущий вокал: Пиндер)
5. "The Day We Meet Again" (Хейворд) – 6:19 (ведущий вокал: Хейворд)

## Участники записи
- Джастин Хейворд — вокал, гитары, клавишные
- Джон Лодж — вокал, бас-гитара, клавишные
- Майк Пиндер — вокал, орган, синтезатор, меллотрон, фортепиано, электропианино, акустическая гитара
- Рэй Томас — вокал, флейта, губная гармошка, тамбурин
- Грэм Эдж — ударные, перкуссия